# Doctor en Filosofía

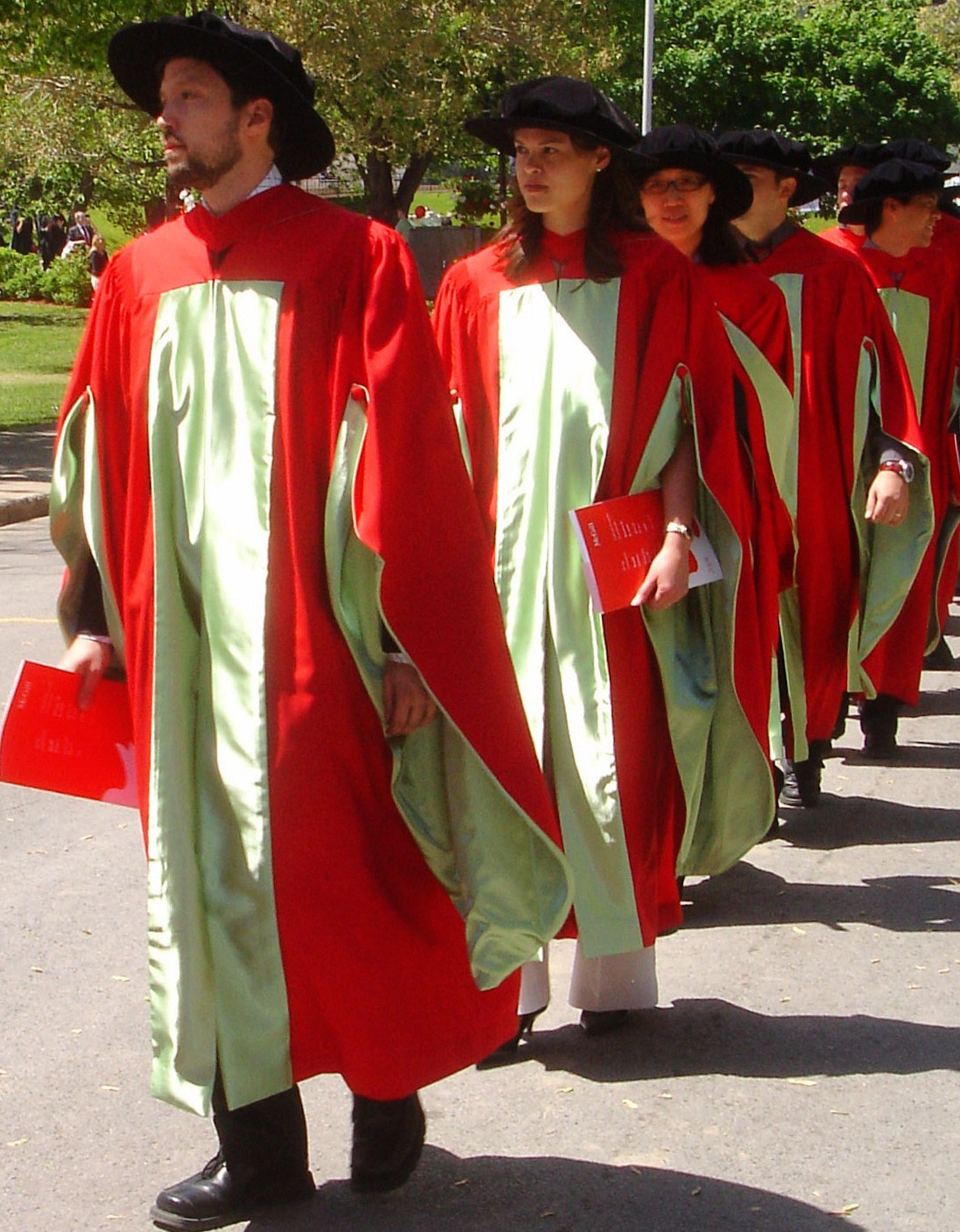
Graduados de la Universidad McGill vistiendo túnicas de doctorado.

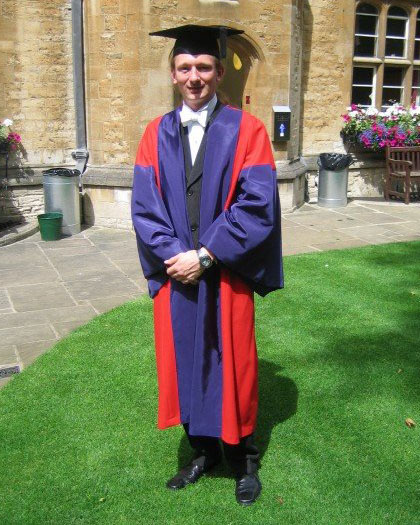
Doctor en Filosofía de la Universidad de Oxford con su vestimenta tradicional.

En el mundo anglosajón, el título Doctor en Filosofía  (en inglés: Doctor of Philosophy, del latín: Philosophiæ Doctor; abreviado PhD, Ph. D. o DPhil) es un diploma de doctorado especializado en investigación en áreas tan diversas como las ciencias sociales y económicas; áreas científicas, médicas o de las humanidades. En otros países, como España o Francia, el título de Doctor en Filosofía alude, en cambio, a la persona que se ha doctorado en esa precisa especialidad. Debido a la influencia anglosajona, el apelativo PhD y similares suele utilizarse generalmente. 
El término Filosofía (philosophy) se utiliza con la misma frecuencia con la que se empleaba y difundía antes del siglo XX en las universidades alemanas y designa el estudio general de conocimientos y el amor por los mismos, según reza la etimología de la palabra.

## Historia
Este título lo popularizó en el siglo XIX la Universidad Friedrich Wilhelm de Berlín, que lo utilizó para señalar un trabajo original de investigación de un joven investigador, en el campo de las ciencias o las letras. Esta denominación rápidamente se difundió en el espacio germano y nórdico, como una diferenciación de los doctorados conferidos a investigadores de mayor edad ya ampliamente reconocidos por sus méritos, así como a los doctorados honoríficos.
Esta misma denominación fue inicialmente adoptada en 1861 en Estados Unidos por la Universidad Yale y en 1872 por la Universidad de Harvard, para luego rápidamente extenderse por el propio territorio estadounidense, así como en Canadá y en el Reino Unido.
Este título es comparable a los doctorados de universidad, pero nunca a los doctorados de especialidad (o de tercer ciclo) introducidos en Francia en 1897 y 1954, ya que según las propias autoridades de las universidades que los emitieron, no se corresponden con el nivel de exigencia de los Doctorados de Estado, y por el contrario esos doctorados denominados de Tercer Ciclo, vienen a ser equivalentes a un título de pregrado, aun cuando en algunos países se les ha dado el valor equivocado. Estas titulaciones fueron unificadas en 1984, por lo que Ph.D es hoy día equivalente al Doctorado de Estado francés, que son distintos a los denominados del Tercer Ciclo o de Especialidad, según lo expresan las mismas autoridades académicas de la Universidad de La Sorbona, cuyas declaraciones están publicadas en Internet.